# Кайтазький район
Кайта́гський район (рос. Кайтагский район) — район у східній частині Дагестану Російської Федерації. Адміністративний центр — село Маджаліс.

## Географія
Район розташований у південно-східній частині республіки, є гірським районом. Межує на півночі з Каякентським, на сході з Дербентським, на південному сході з Табасаранським, на південному заході з Агульським, на заході з Дахадаєвським, на північному заході з Сергокалинським районами.

## Історія
Кайтагський район був утворений 22 листопада 1928 року з частини Кайтаго-Табасаранського округу. 1 лютого 1963 року до району приєднано ліквідований Дахадаєвський район, але 12 січня 1965 року він був відновлений.

## Населення
Населення району становить 32003 особи (2013; 31722 в 2012, 31615 в 2011, 31368 в 2010, 26870 в 2002).
Національний склад населення:
| Народність    | Чисельність (2002) | %     | Чисельність (2010) | %     |
| ------------- | ------------------ | ----- | ------------------ | ----- |
| Даргинці      | 24 277             | 90,35 | 28 274             | 90,14 |
| Кумики        | 2 390              | 8,89  | 2 626              | 8,37  |
| Табасарани    | 41                 | 0,15  | 47                 | 0,15  |
| Аварці        | 24                 | 0,09  | 42                 | 0,13  |
| Росіяни       | 50                 | 0,19  | 39                 | 0,12  |
| Азербайджанці | 23                 | 0,09  | 37                 | 0,12  |
| Інші          | 65                 | 0,24  | 84                 | 0,27  |

## Адміністративний поділ
Район адміністративно поділяється на 16 сільських поселень, які об'єднують 45 сільських населених пунктів.
| Поселення                    | Площа, км² | Населення, осіб (2002) | Населення, осіб (2010) | Центр     | Населені пункти |
| ---------------------------- | ---------- | ---------------------- | ---------------------- | --------- | --------------- |
| Ахмедкентська сільська рада  | -          | 1338                   | 1703                   | Ахмедкент | 4               |
| Баршамайська сільська рада   | -          | 2034                   | 2498                   | Баршамай  | 2               |
| Варсітська сільська рада     | -          | 391                    | 324                    | Варсіт    | 3               |
| Гуллинська сільська рада     | -          | 1536                   | 2056                   | Гуллі     | 1               |
| Джавгатська сільська рада    | -          | 2718                   | 3150                   | Джавгат   | 2               |
| Джибахнинська сільська арада | -          | 1724                   | 1717                   | Джибахні  | 4               |
| Джинабська сільська рада     | -          | 634                    | 710                    | Джинабі   | 1               |
| Джирабачинська сільська рада | -          | 1361                   | 1403                   | Джирабачі | 5               |
| Карацанська сільська рада    | -          | 1378                   | 1763                   | Карацан   |                 |
| Кіркинська сільська рада     | -          | 366                    | 313                    | Кірки     | 3               |
| Кірцикська сільська рада     | -          | 295                    | 196                    | Кірцик    | 3               |
| Маджаліська сільська рада    | -          | 6816                   | 7934                   | Маджаліс  | 3               |
| Санчинська сільська рада     | -          | 1555                   | 1798                   | Санчі     | 1               |
| Чумлинська сільська рада     | -          | 1011                   | 1870                   | Чумлі     | 1               |
| Шилягинська сільська рада    | -          | 1900                   | 1986                   | Шиляги    | 6               |
| Янгікентська сільська рада   | -          | 1813                   | 1947                   | Янгікент  | 4               |

### Найбільші населені пункти
| №  | Населений пункт | Населення, осіб (2008) |
| -- | --------------- | ---------------------- |
| 1  | Маджаліс        | 5 766                  |
| 2  | Джавгат         | 1 844                  |
| 3  | Баршамай        | 1 720                  |
| 4  | Санчі           | 1 555                  |
| 5  | Гуллі           | 1 536                  |
| 6  | Джибахні        | 1 188                  |
| 7  | Янгікент        | 1 161                  |
| 8  | Чумлі           | 1 011                  |
| 9  | Рука            | 874                    |
| 10 | Ахмедкент       | 857                    |

## Господарство
Район сільськогосподарський, розвитку набуло тваринництво, садівництво та виноградарство. Тут працюють Маджаліський консервний завод, Кайтагський, Комсомольський та Джибахнинський винзаводи, асфальтний завод. Серед корисних копалин поширені вапняки, бутовий камінь та глини.